# Metopius xanthostigma
Metopius xanthostigma är en stekelart som beskrevs av William Harris Ashmead 1890. Metopius xanthostigma ingår i släktet Metopius och familjen brokparasitsteklar. Inga underarter finns listade i Catalogue of Life.